# Tom DeLonge
Thomas Matthew "Tom" DeLonge, Jr. (nascut el 13 de desembre de 1975) és un músic americà de rock. Era conegut per ser el guitarrista i un dels dos cantants de la banda de pop punk blink-182, fins que deixà el grup l'any 2015. Actualment, és el guitarrista i cantant de la banda de rock alternatiu Angels & Airwaves. Ha fundat la banda Box Car Racer amb els seus amics íntims Travis Barker i David Kennedy.

## Primers anys
Tom DeLonge va créixer amb la seva mare Connie i el seu pare Thomas a Poway (Califòrnia). Té un germà gran, en Shon, i una germana més jove que ell, la Kari. Tom va ser expulsat de la Poway High School el tercer any perquè el van enganxar bevent en un partit de bàsquet. Després, va anar a la Rancho Bernardo High School. Quan va tornar a Poway High School el seu últim any d'institut, els estudiants el van votar com a rei de la festa, encara que no era a la candidatura.
 Ser músic no va ser la seva primera vocació. "El que volia, era ser bomber. Vaig ser a l'escola de cadets de San Diego” ha dit DeLonge.
Algunes de les seves infuències són els Descendents, Screeching Weasel, Dag Nasty, Bad Religion, NOFX, Pink Floyd i The Cure.

## Carrera musical

### Blink-182 (1992-2005, 2009-present)
Quan DeLonge anava a la Rancho Bernardo High School, la germana de Mark Hoppus, Anne, l'hi va presentar. Tom havia conegut abans Scott Raynor en un concurs de grups de l'escola i van decidir formar un grup junts anomenat Blink, però més endavant van haver de canviar el nom per Blink-182, perquè ja hi havia una banda tecno irlandesa que ja es deia així. Raynor va ser substituït per Travis Barker el 1998 per problemes amb la beguda. Travis estava de gira amb The Aquabats, un altre grup que també anava de gira amb Blink-182. Després d'estar a dues actuacions de prova, en Travis va passar a formar part de Blink-182. Amb en Travis, van llançar l'àlbum Enema of the State, que va tenir molt èxit i en van fer tres senzills. El següent disc, Take Off Your Pants and Jacket, va pujar directament al número 1 de la Billboard 200. El 2003, Blink-182 va llançar l'àlbum amb el mateix nom. Després, DeLonge va decidir deixar la banda suposadament a causa de les creixents tensions i dificultats de comunicació, que van crear desavinences entre els membres de la banda. Blink-182 va anunciar una "pausa indefinida" el febrer de 2005.
Després de l'accident d'avió d'en Travis Barker, Mark Hoppus, va penjar al seu blog (Himynameismark.com) el 18 de novembre de 2008, que els tres companys de la banda havien estat en contacte els dos últims mesos després de l'accident d'avió d'en Travis, on havien mort 4 persones i que havia deixat en Travis i en DJ AM en estat crític. Aquest article d'en Hoppus va fer córrer rumors entre els aficionats que es tornarien a ajuntar. Va afegir expectació el fet que MTV.com anunciés que el 5 de febrer de 2009, Blink-182 es tornarien a ajuntar per lliurar un premi a la gala dels Grammy. Aquesta presentació va marcar la primera vegada que el trio tornaven a estar junts damunt d'un escenari des de 2004. Abans de donar el premi per al Millor Àlbum de Rock, el grup que va anunciar que tornaven a ajuntar-se; aquest anunci va ser seguit per un petit missatge a la seva web oficial. Tom va dir "viu la vida com si fos l'últim disc que sona a la màquina de discos".
El 9 de febrer de 2009, Tom es va sincerar a Extra sobre la tornada de Blink-182 dient: "Quan tu ets en un grup, tens un lligam tàcit. Ets com de la família amb els companys. Ens vam prendre un descans una temporadeta. Penso que quan li va passar allò a en Travis va ser una cosa que ens va tornar a ajuntar... sempre havíem sabut que era inevitable, només necessitàvem alguna cosa per trencar el gel." Actualment, Blink-182 estan de gira pels Estats Units juntament amb Weezer, Panic! at the Disco, Chester French, Asher Roth, All American Rejects, Taking Back Sunday, i Fall Out Boy, estan planejant de llançar el seu nou àlbum a finals de 2009. També Mark Hoppus ha confirmat en una entrevista a MTV que faran una gira per Europa el 2010.

### Box Car Racer (2002-2003)
Box Car Racer va ser un projecte paral·lel de dos membres de Blink-182, amb el guitarrista Tom DeLonge i el bateria Travis Barker. DeLonge va formar Box Car Racer per experimentar i gravar idees que no feien per Blink-182 amb en Travis. David Kennedy de Hazen Street completava la banda i van gravar un àlbum amb el mateix títol que el grup. Tot i que Tom tocava el baix, el grup va llogar un amic d'en Kennedy, Anthony Celestino, per la gira. L'àlbum inclou col·laboracions amb Mark Hoppus de blink-182 a la cançó "Elevator", i Tim Armstrong de Rancid i Jordan Pundik de New Found Glory a "Cat Like Thief".

## Vida personal
Tom viu amb la seva esposa Jennifer, la filla Ava Elizabeth (nascuda el 15 de juliol de 2002), el fill Jonas Rocket (nascut el 16 d'agost de 2006), un pastor alemany (Grey), i un Labrador Retriever (Chloe), a Rancho Santa Fe (Califòrnia). És el propietari de Macbeth Footwear, una marca de calçat, que va fundar amb Mark Hoppus. També va fundar Atticus Clothing, amb un amic seu i en Mark Hoppus, però es vengué la seva part. S'ha implicat políticament a les eleccions presidencials de 2004 i 2008. El 2004, va donar suport al partit Demòcrata pel candidat John Kerry. També va crear una línia de calçat de veganisme a través de la seva empresa Macbeth Footwear.

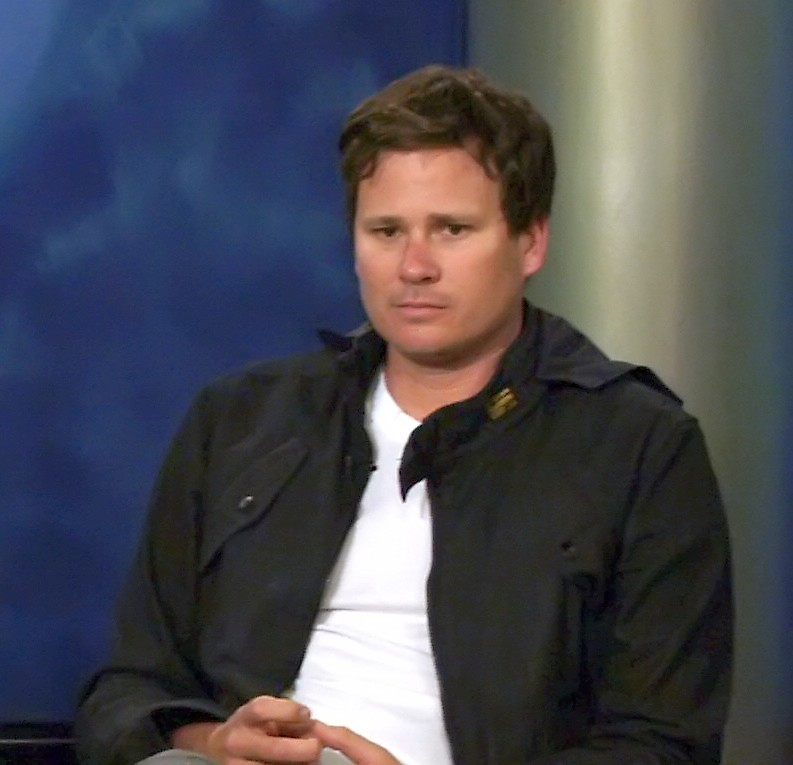
Tom DeLonge el 2008